# Миллер, Анатолий Филиппович
Анато́лий Фили́ппович Ми́ллер (16 февраля (1 марта) 1901, Новороссийск — 3 октября 1973, Москва) — советский историк-востоковед, специалист по истории Турции.

## Образование и учёные степени
Окончил Московский институт востоковедения по турецкому отделению (1926), доктор исторических наук (1943; тема диссертации: «Мустафа паша Байрактар. Оттоманская империя в начале XIX века»), профессор (1943).

## Дипломатическая деятельность
В 1920—1938 находился на дипломатической службе РСФСР, затем СССР. В 1920 был сотрудником полпредства РСФСР в Грузии. Затем занимался связями РСФСР со странами Прибалтики и Польшей. Работал в штате уполномоченного НКИД в Севастополе, где занимался поддержанием отношений с Турцией. В Московском институте востоковедения учился без отрыва от работы (1923—1926).
В 1933 входил в состав советской делегации, посетившей Турцию. В 1936 — эксперт на конференции по вопросу о режиме черноморских проливов в Монтрё. Последняя должность в НКИД — заместитель заведующего Первым Восточным отделом. Жил в Москве в бывшем доходном доме Первого Российского страхового общества (Улица Кузнецкий Мост, 21/5 — Большая Лубянка, 5/21) — в этом же здании размещался НКИД.
Покинув дипломатическую службу, продолжал консультировать НКИД как специалист по Турции и черноморским проливам. В 1943 и 1945 — эксперт-консультант НКИД на Тегеранской и Ялтинской конференциях глав правительств трёх союзных держав (СССР, США и Великобритании).

## Научно-педагогическая деятельность
В 1941—1965 старший научный сотрудник Института истории АН СССР, с 1966 — старший научный сотрудник Института востоковедения. Преподавал в Московском институте востоковедения (1926—1930, 1944—1946), Московском государственном университете (с 1937 — на историческом факультете, с 1956 — в Институте восточных языков, ныне Институт стран Азии и Африки), Институте философии, литературы и истории (ИФЛИ), в Высшей партийной школе, на Курсах дипломатических работников.
Сфера научных интересов: новая и новейшая история стран Ближнего и Среднего Востока (преимущественно Турции) и международные отношения на Балканах. Автор капитального исследования о деятельности турецкого государственного деятеля начала XIX века, сторонника реформирования Османской империи Мустафы паша Байрактара, в 1807—1808 фактически руководившего государством в ранге великого визиря и выступавшего за нормализацию отношений с Россией. Значительное место в монографии было уделено судьбам соратников Байрактара из кружка прогрессивно настроенных государственных деятелей, так называемых «рущукских друзей» (в том числе морского министра Рамиза паши, бежавшего в Россию после янычарского бунта 1808, в ходе которого был убит Байрактар).
Считал, что изучение османской истории должно быть результатом усилий не только туркологов, но и арабистов, кавказоведов, балканистов, специалистов по истории России и Ирана. В 1945 предлагал восстановить прежде существовавшие востоковедные вузы или востоковедные отделения в вузах Казани, Иркутска, Владивостока, Тбилиси и Ташкента, выступал за создание при востоковедных вузах Москвы и Ленинграда специальных средних школ (типа гимназий) с преподаванием восточных языков, за обеспечение востоковедных учебных заведений всей новейшей литературой и прессой на восточных и европейских языках.
Был членом Главной редакции и заведующим сектором по подготовке «Всемирной истории» (1957—1965), вице-президентом Международной ассоциации по изучению стран Юго-Восточной Европы (основана в 1963), председателем Балканской секции Национального комитета историков СССР. Иностранный член Болгарской АН (1969).

## Награды
- орден Трудового Красного Знамени (27.03.1954)
- орден «Знак Почёта»
- орден Кирилла и Мефодия I степени (Болгария)

## Основные работы
- Турция. М., 1937 (под псевдонимом А. Мельник).
- Мустафа паша Байрактар. М.; Л., 1947. (Издана также на французском языке).
- Краткая история Турции. М. 1948.
- Очерки новейшей истории Турции. М.; Л., 1948.
- Чанакский кризис и вопросы о проливах. М., 1966.
- Формирование политических взглядов Кемаля Ататюрка // Народы Азии и Африки. 1963. № 5.
- Становление Турецкой республики (К 50-летию) // Народы Азии и Африки. 1973. № 6.
- Турция: Актуальные проблемы новой и новейшей истории. М., 1983.